# Lauter (Hasel)
Die Lauter ist ein über die Goldlauter 10,5 km langer Fluss im Gebiet der Stadt Suhl in Thüringen. Nominell ist sie ein (rechter) Nebenfluss des Werra-Zuflusses Hasel, der allerdings zur Vereinigung deutlich weniger Wasser mitbringt als die Lauter. Dennoch ist die Lauter, streng hydrologisch betrachtet, nicht der Hauptfluss des Hasel-Systems, da die deutlich unterhalb der Hasel von rechts zufließende Schwarza noch einmal mehr Wasser mitbringt als die Hasel bis dorthin, siehe hier.

## Geographie

### Verlauf
Die Lauter entspringt westlich der Schmücke und südlich des Schneekopfes in unmittelbarer Nähe der Kreisgrenze zum Ilm-Kreis.
Der Bach fließt in südwestliche Richtung durch den Ortsteil Goldlauter und über das Kernstadtgebiet schließlich nach Heinrichs, wo er von rechts in die Hasel mündet.

### Zuflüsse
Hierarchische Liste der Zuflüsse, jeweils von der Quelle zur Mündung. Auswahl.
- Goldene Lauter, linker Oberlauf aus dem Nordosten
  - Mühltiegel, von rechts
- Dürre Lauter, rechter Oberlauf aus dem Norden, 2,1 km
- Lange Lauter, von links in Goldlauter, 3,4 km
- Schopfe, von rechts, 1,2 km
- Pfanntalswasser/Bach vom Salzberg, von links, 2,1 km
- Heldersbach, von rechts in Lauter, 2,4 km
- Mühlwasser oder Steina, von rechts in Suhl, 7,0 km
  - Königswasser, von links
  - Dörrenbach, von rechts nach Struth
  - Steinsfelder Wasser, von links an der Gesenkschmiede
- Rimbach, von links in Suhl, 3,8 km

## Charakteristik
Hydrogeologisch und naturräumlich verläuft die Lauter wie auch alle nennenswerten Nebenbäche fast komplett im eigentlichen Thüringer Wald; lediglich der unmittelbare Mündungslauf verläuft im Buntsandstein-Vorland. Dabei reichen viele Bäche des Flusssystems, wie auch der eigentliche Quelllauf, bis unmittelbar an den Rennsteig bzw. an die Elbe-Weser-Wasserscheide und ihre Kerbsohlentäler schneiden sich bis über 200 m tief ein.
Der Bach Mühlwasser, welcher im Norden Suhls von rechts in die Lauter mündet, bringt etwa die gleiche Menge Wasser zur Vereinigung mit wie die Lauter selber (siehe hier).
Dem Charakter als Mittelgebirgsbach entsprechend beträgt das durchschnittliche Sohlgefälle der Lauter immerhin etwa 4,7 %, die mittlere Abflussspende (Mq) beachtliche 21,9 l/(s·km²).